# Lophoterges
Lophoterges é um gênero de traça pertencente à família Arctiidae.